# Rimini (tỉnh)
Tỉnh Rimini (Tiếng Ý: Provincia di Rimini) là một tỉnh ở vùng Emilia-Romagna của Ý. Tỉnh lỵ là thành phố Rimini. Tỉnh này giáp San Marino.
Tỉnh này có diện tích 534 km², tổng dân số là 286.796 người (2005). Có 20 đô thị (danh từ số ít tiếng Ý:comune) ở trong tỉnh này  Lưu trữ ngày 7 tháng 8 năm 2007 tại Wayback Machine, xem các đô thị tỉnh Rimini.

## Các đô thị chính xếp theo dân số
| Đô thị                    | Inhabitants |
| ------------------------- | ----------- |
| Rimini                    | 134.880     |
| Riccione                  | 34.682      |
| Santarcangelo di Romagna  | 20.102      |
| Bellaria-Igea Marina      | 17.106      |
| Cattolica                 | 16.044      |
| Misano Adriatico          | 10.897      |
| Verucchio                 | 9.417       |
| Coriano                   | 9.173       |
| San Giovanni in Marignano | 8.271       |
| Morciano di Romagna       | 6.283       |